# Different Hours
Different Hours – tomik wierszy amerykańskiego poety Stephena Dunna, opublikowany w 2000 i wyróżniony Nagrodą Pulitzera w dziedzinie poezji za 2001